# Ōigawa Railway
La Ōigawa Railway Co., Ltd. (大井川鐵道株式会社, Ōigawa Tetsudō Kabushiki-gaisha), également appelée Daitetsu (大鐵), est une compagnie de transport de passagers qui exploite deux lignes de chemin de fer dans la préfecture de Shizuoka, au Japon. C'est une filiale de la compagnie Meitetsu.

## Histoire
La compagnie a été fondée le 10 mars 1925. La ligne principale Ōigawa ouvre par étapes entre 1927 et 1931 et la ligne Ikawa entre 1935 et 1959.
La compagnie exploite des trains à vapeur depuis 1976 dans un but touristique.

## Ligne
Le réseau de la compagnie de compose de deux lignes :
| Ligne                   | Nom japonais | Terminus       | Longueur (km) | Gares |
| ----------------------- | ------------ | -------------- | ------------- | ----- |
| Ligne principale Ōigawa | 大井川本線   | Kanaya - Senzu | 39,5          | 20    |
| Ligne Ikawa             | 井川線       | Senzu - Ikawa  | 25,5          | 14    |

## Matériel roulant

### Locomotives à vapeur
La compagnie exploite 4 locomotives à vapeur en état de marche.

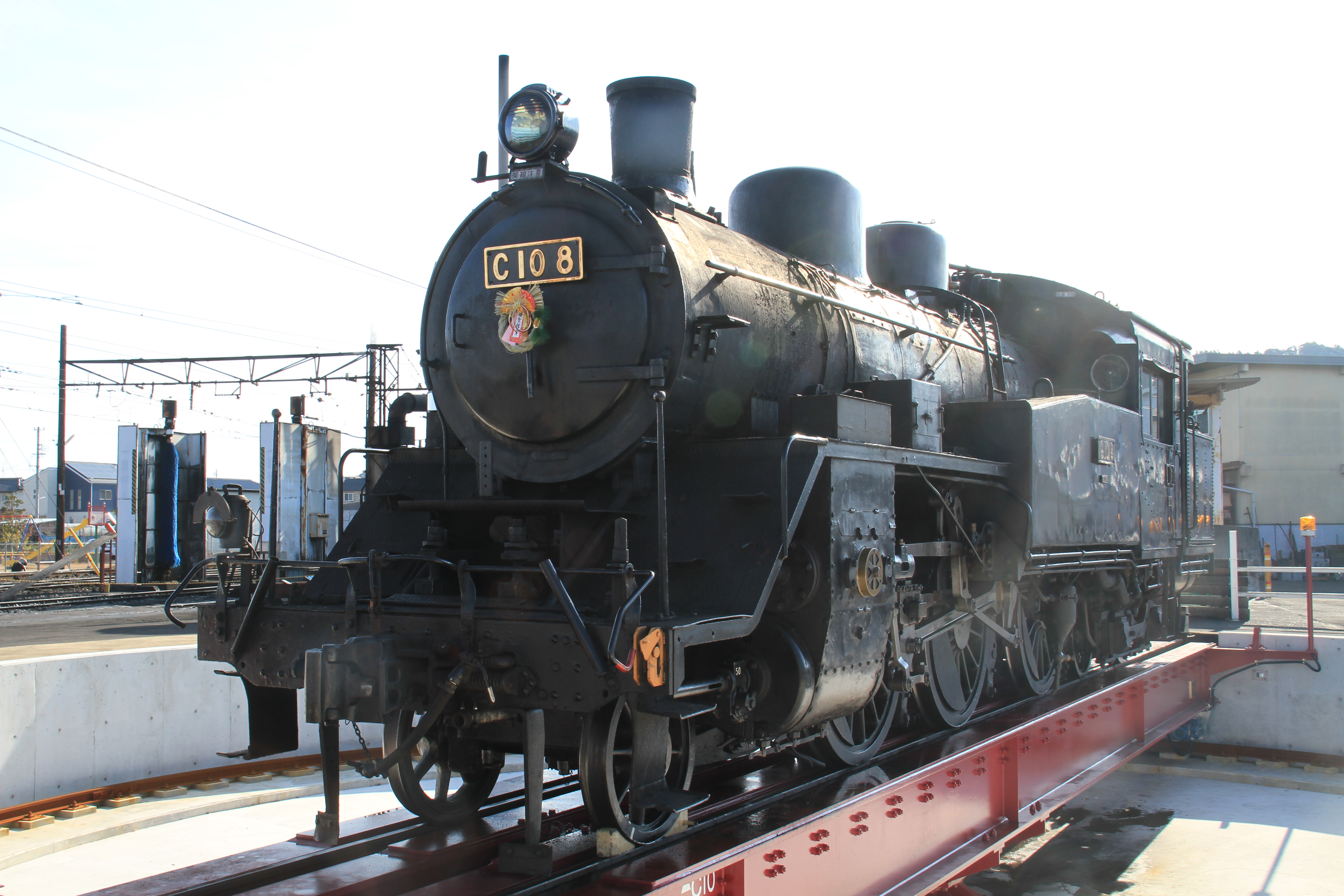
Classe C10 8
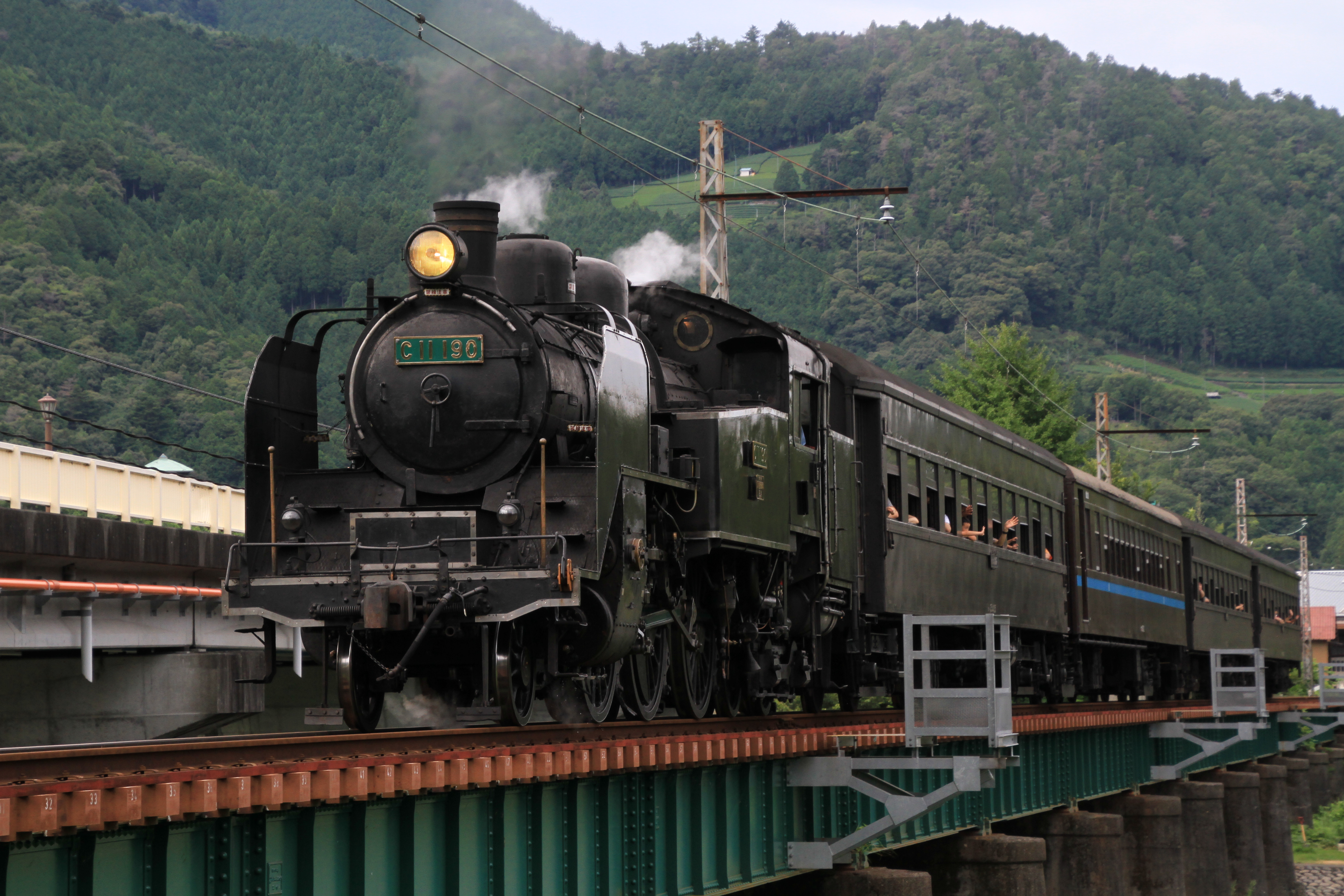
Classe C11 190
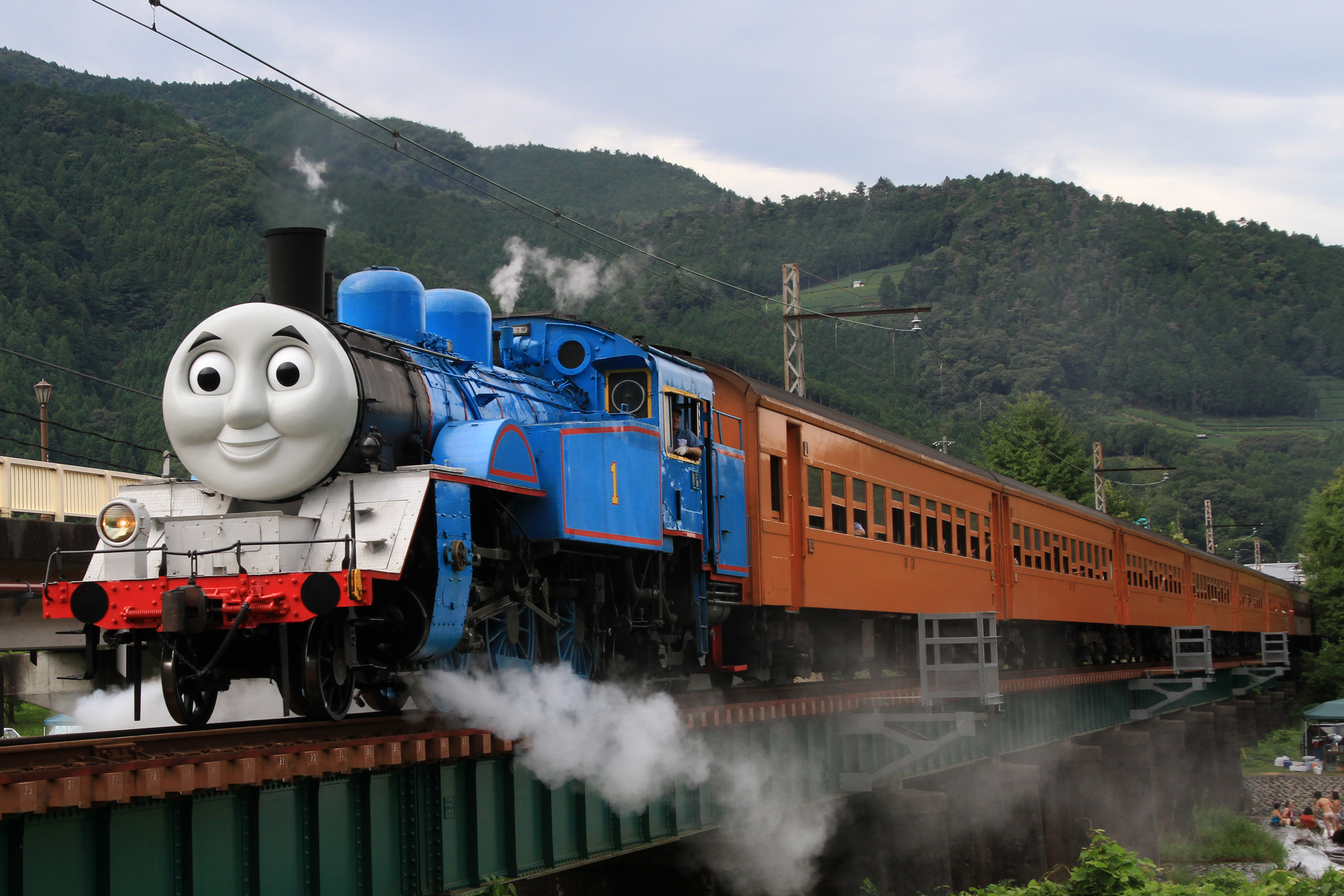
Classe C11 227 Thomas et ses amis
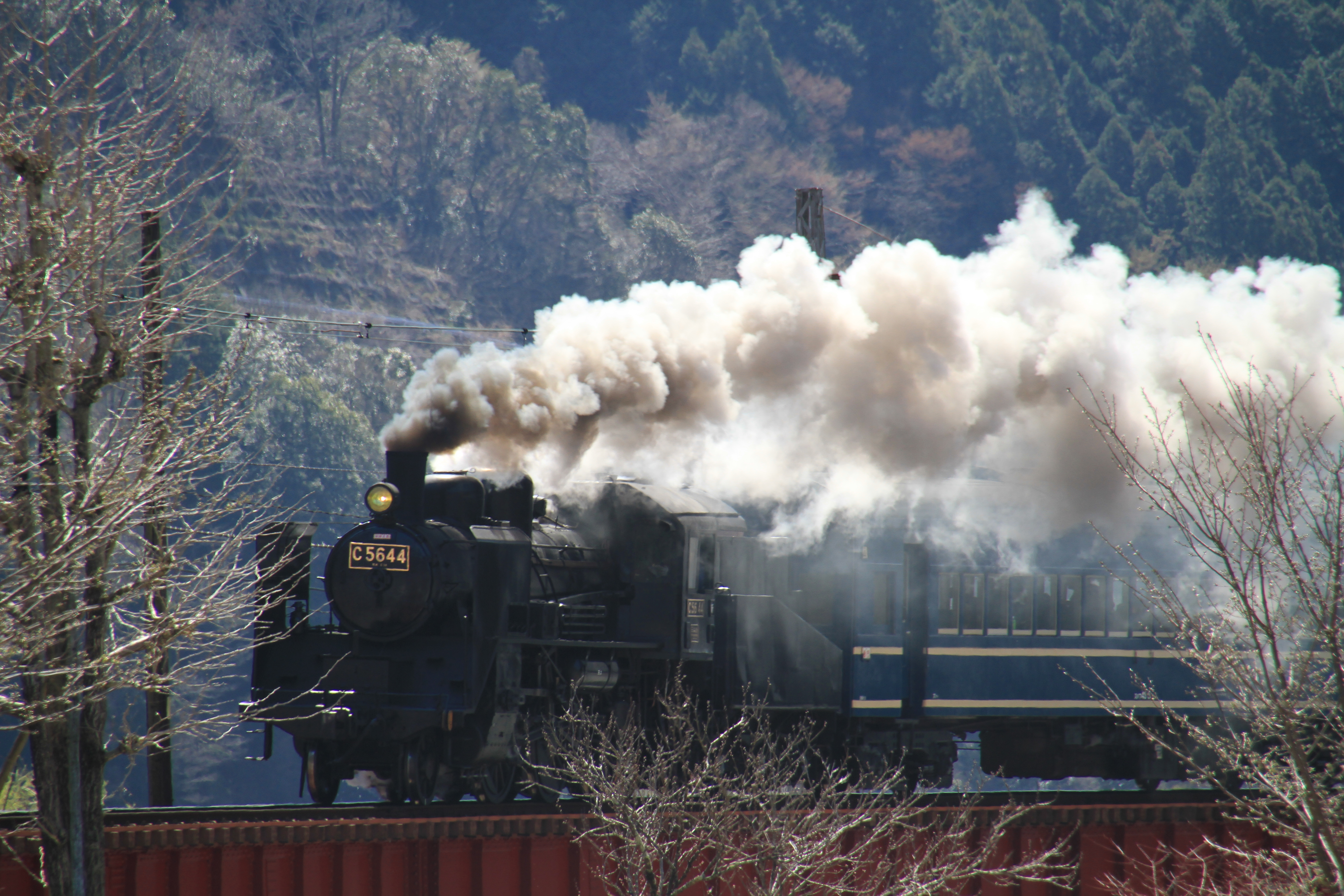
Classe C56 44

### Locomotives
Ces locomotives à crémaillère sont exploitées sur la ligne Ikawa.

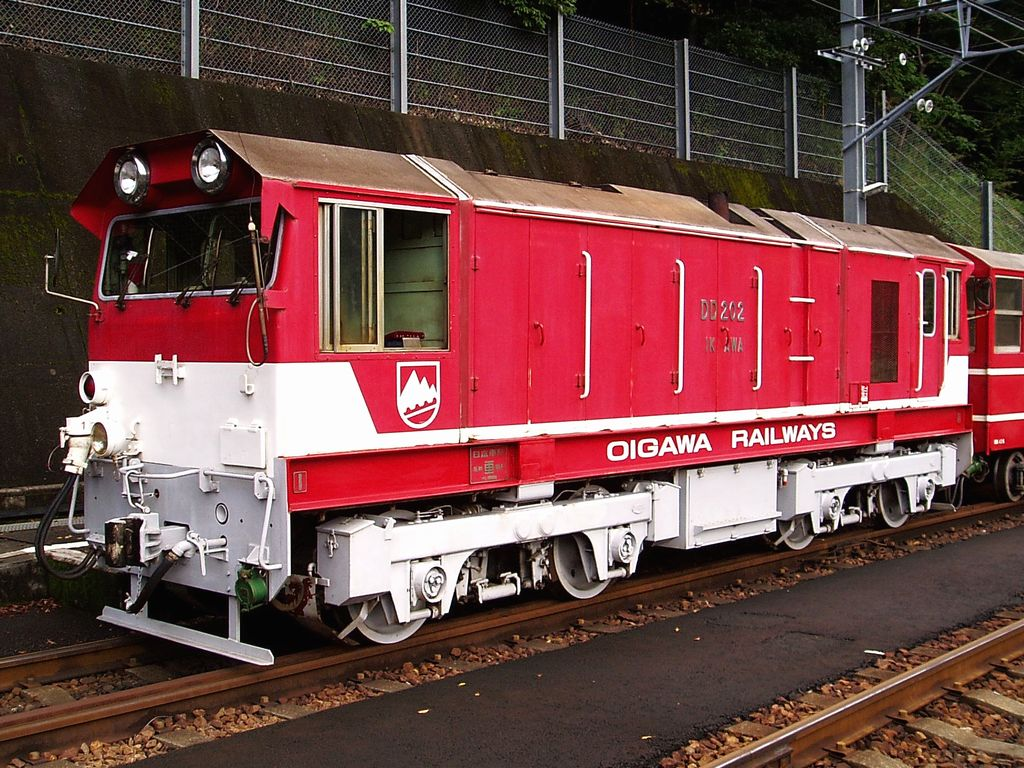
Classe DD20
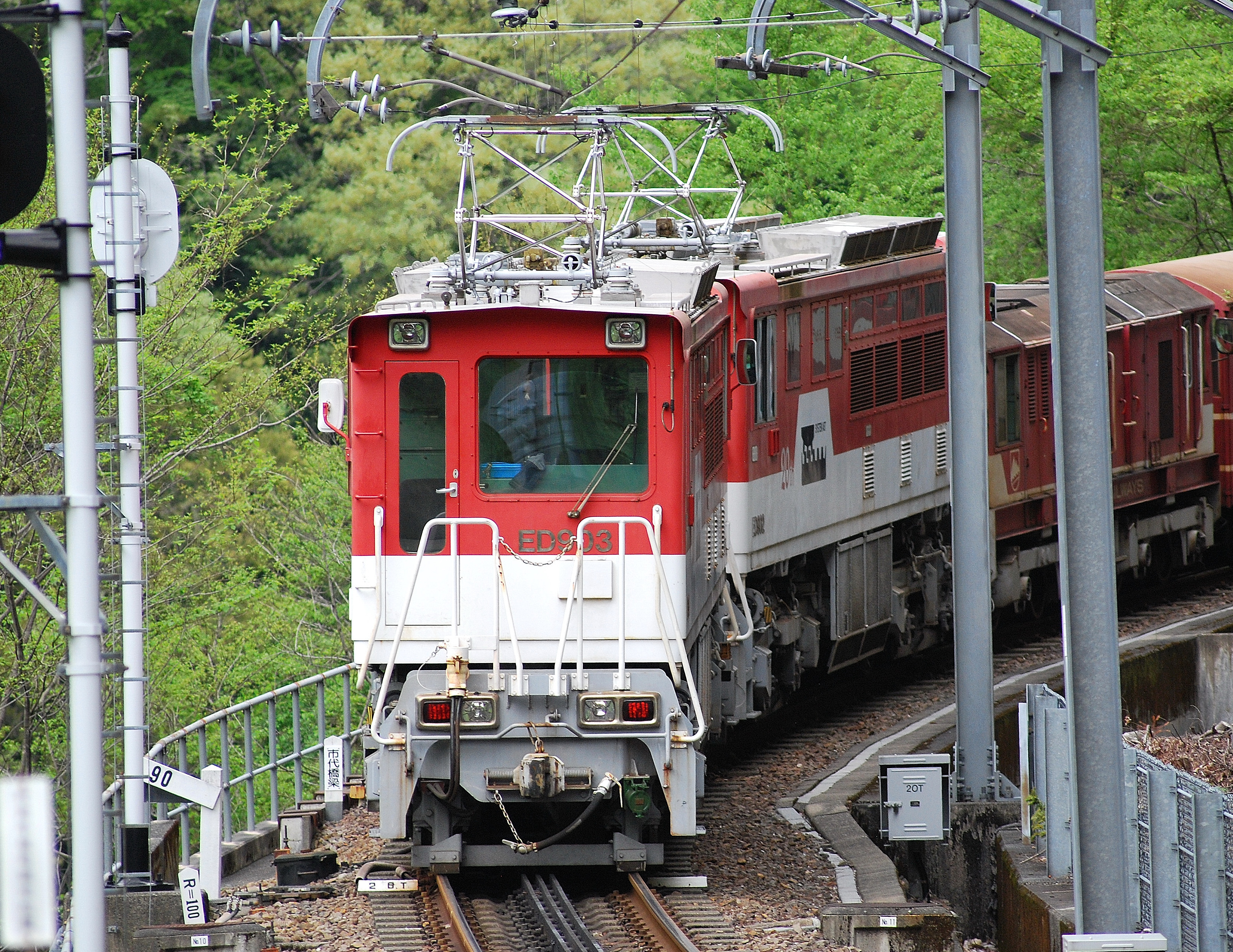
Classe ED90

### Automotrices

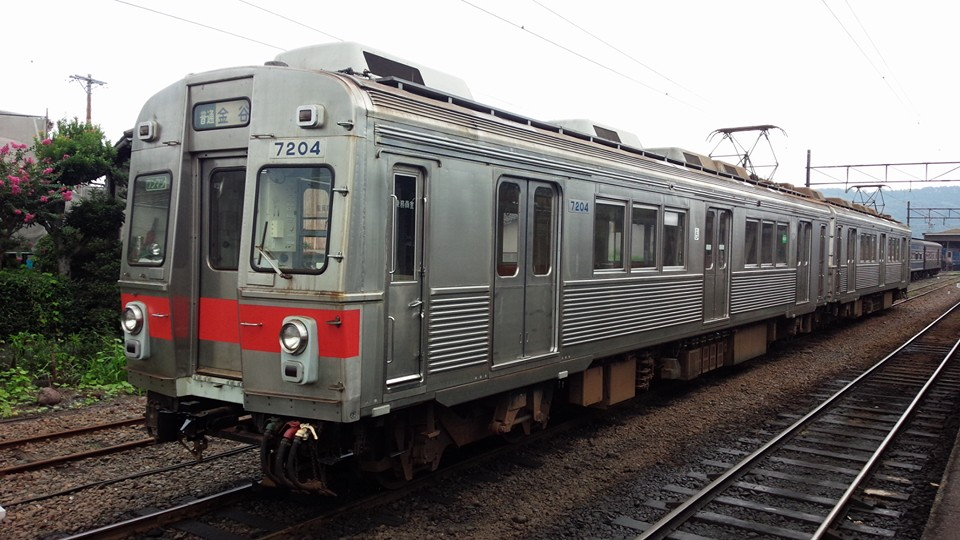
Série 7200
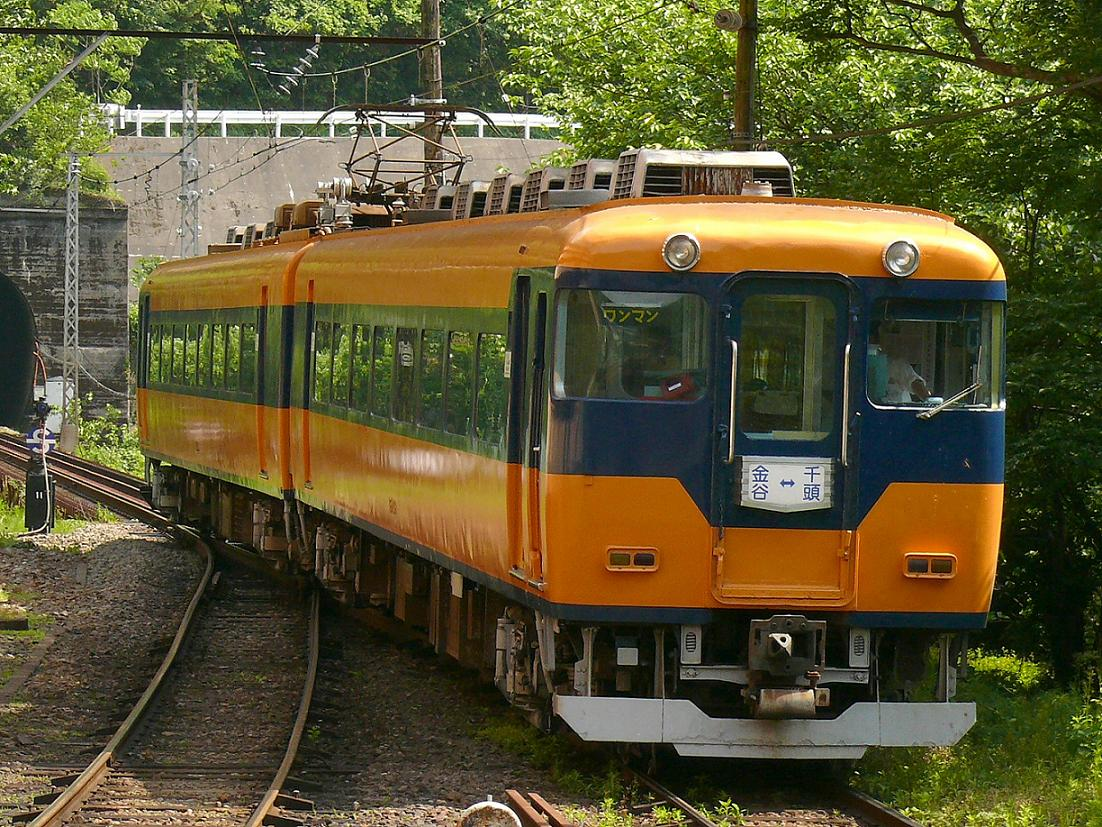
Série 16000
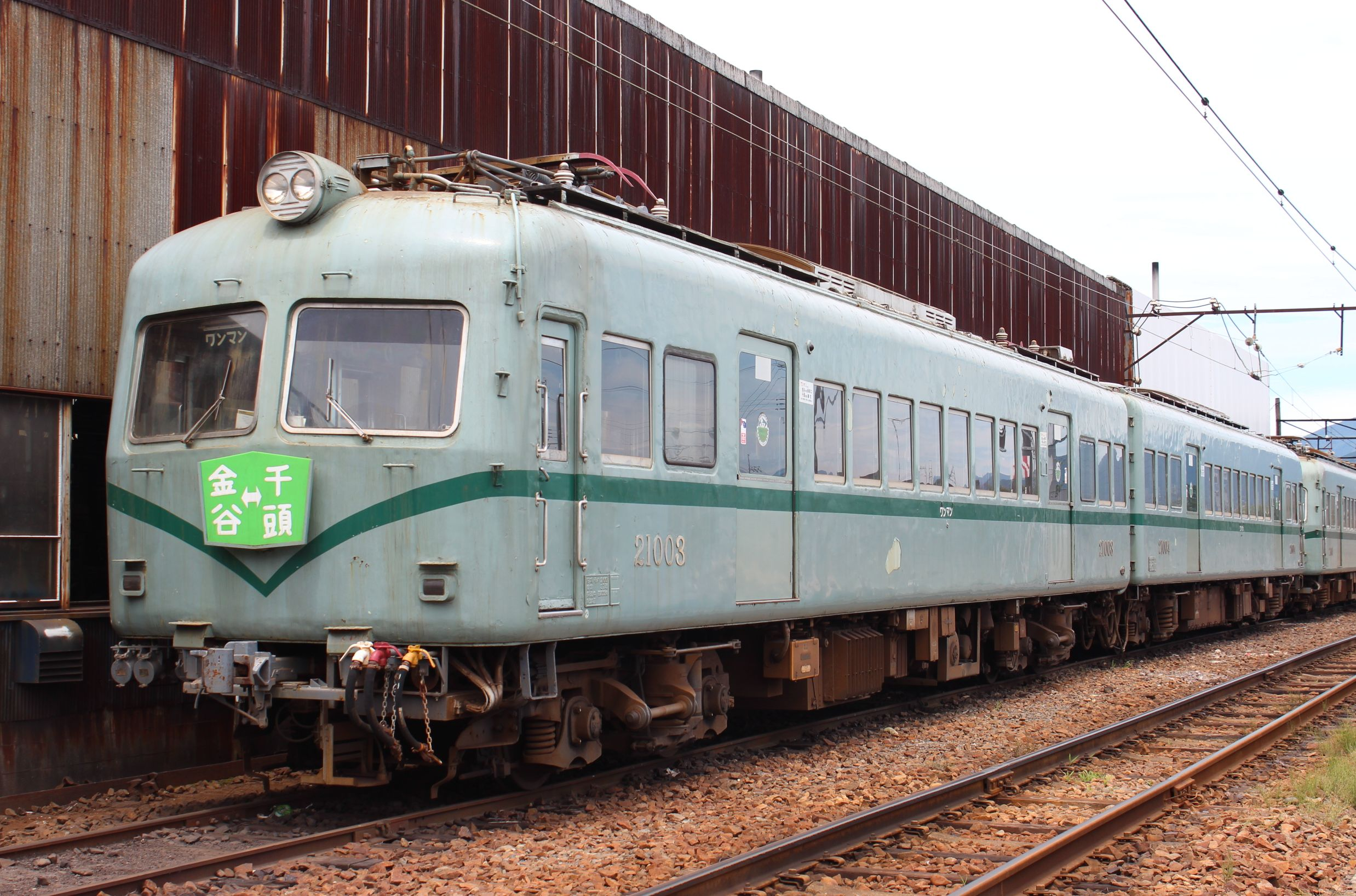
Série 21000